# Предавец, Йосип
Йосип Предавец (хорв. Josip Predavec; 1 июля 1884, Ругвица — 14 июля 1933, Дуго-Село) — хорватский политик, вице-президент Хорватской крестьянской партии, убитый в 1933 году.
В 1929 году Предавец занимал пост вице-президента Хорватской крестьянской партии, когда 6 января король Александр I Карагеоргиевич провозгласил в стране диктатуру, в том числе запретив деятельность политических партий. Вскоре после этого Предавец предстал перед судом по делу в рамках показательного процесса о банкротстве Крестьянского коллективного банка. На суде его защищал Миле Будак. Предавец был признан виновным и приговорен к двум с половиной годам тюремного заключения.
Он был освобождён в преддверии заседания Коалиции крестьян-демократов, проходившего с 5 по 7 ноября 1932 года и в ходе которого были приняты «Загребские пункты», совместное заявление Хорватской крестьянской партии и Независимой демократической партии, выражавшее протест против установившейся в стране королевской диктатуры.
Предавец вместе с Франом Новляном и Степаном Радичем был одним из авторов книги «Экономика, просвещение, политика» (хорв. Gospodarstvo, prosvjeta, politika), опубликованной издательством «Novljan» в Загребе в 1907 году.

## Убийство
14 июля 1933 года Предавец был убит в своём доме в Дуго-Село Томо Кошчецом, который утверждал, что действовал исходя из личных мотивов. Павичич же был твёрдо убеждён в том, что преступник действовал от имени «белградского режима», и тюремный срок, который он отбывал, был назначен исключительно для того, чтобы успокоить общественное мнение. Предавец был похоронен в галерее Хорватской крестьянской партии на кладбище Мирогой, где покоились останки хорватских политиков, убитых в зале югославского парламента в 1928 году (Степана Радича, Павле Радича и Джуро Басаричека).